# Línguas oguzes
As línguas oguzes constituem um ramo da família das línguas túrquicas ou turcomanas e são faladas por cerca de 150 milhões de pessoas dispersas desde os Balcãs até a China. Os falantes localizam-se principalmente na Turquia, no Azerbaijão, Iraque, Irã, Turcomenistão, na China (salar); mas há também alguns poucos falantes na Romênia, Moldávia, Grécia, Macedônia, no Afeganistão e no Tajiquistão.

## Características
As línguas oguzes compartilham algumas características próprias, o que fez com que os linguistas as agrupassem como ramo linguístico. Algumas dessas características são comuns às línguas turcomanas, razão pela qual foram inseridas nessa família linguística.

### Compartilhadas turcomanas
- Perda do som *h inicial
- Perda do caso instrumental

### Únicas oguzes
- Vocalização das oclusivas antes das vogais frontais (Ex. gör- < kör- "verbo Ver")
- Perda do som q/ɣ depois de ɨ/u (Ex. quru < quruq "seco", sarɨ < sarɨɣ "amarelo")
- Mudança participial -gan- para -an-

## Classificação

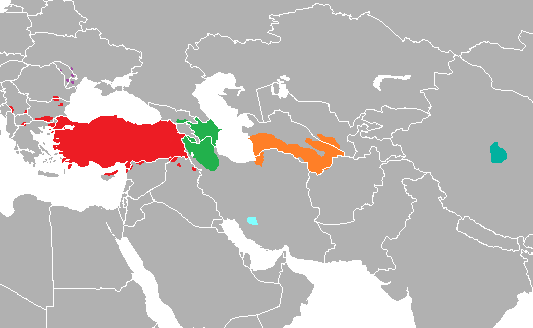

As línguas oguzes podem ser divididas em três grupos principais em função da geografia e de características comuns:
- Turco, incluindo o turco, a língua turca otomana, o gagauz mais o gagauz turco-balcânico, e a língua dos turcos da Mesquécia, Geórgia. (em vermelho no mapa)
- Azeri, incluindo as versões norte e sul da língua azeri, línguas dos turcomanos iraquianos do Irã e do Iraque, a língua qashqai e a Afshar (em verde no mapa) no Afeganistão.
- Turcomeno , incluindo a língua turcomena, a língua turca coraçone, a língua do Coração do Norte (Irã) e o dialeto dos oguzes falantes do uzbeque (em laranja no mapa).

Há ainda um menor grupo do sul que inclui dialetos iranianos como (qashqai, sonqori, aynallu e outros).
Há ainda uma língua oguz isolada na China, o salar que tem cerca de 70 mil falantes (em amarelo no mapa).
A extinta língua pechenegue é similar às oguzes, mas, como é muito pouco documentada, ainda não é considerada em definitivo como uma Oguz.
Duas outras línguas, o tártaro da Crimeia e o urum, que são historicamente classificadas como línguas quipechacas, mas que sofreram muitas influências das Oguzes, têm sua classificação definitiva ainda discutida, havendo dúvidas entre os linguistas acerca de serem Oguzes ou quipechacas.